# Spirite (nouvelle)
Spirite est un roman fantastique de Théophile Gautier, publié en feuilletons du 17 novembre au 6 décembre 1865 dans le Moniteur universel.

## Résumé
Invité à prendre le thé chez Mme d'Ymbercourt, une jeune veuve dont il est « médiocrement amoureux », Guy de Malivert décide de lui écrire un billet d'excuse. À sa grande surprise, c'est sa main, prise de fourmillements, qui écrit la lettre. Un soupir venu de nulle part, un souffle à son oreille, Malivert vient d'entrer dans le monde du spiritisme…

## Éditions
- 1865 : Spirite, feuilleton dans le Moniteur universel.
- 1866 : Spirite , parution en volume chez Charpentier.